# Chyżnia
Chyżnia (ukr. Хижня, hist. pol. Chiżna) – wieś na Ukrainie, w obwodzie czerkaskim, w rejonie humańskim, w hromadzie Żaszków. W 2001 liczyła 830 mieszkańców, spośród których 811 wskazało jako ojczysty język ukraiński, 15 rosyjski, a 4 mołdawski.